# گرمابه رضوی
گرمابه رضوی مربوط به دوره قاجار است و در قزوین، خیابان امام خمینی، جنب ورودی مسجد النبی واقع شده و این اثر در تاریخ ۱۱ مرداد ۱۳۸۴ با شمارهٔ ثبت ۱۲۶۱۷ به‌عنوان یکی از آثار ملی ایران به ثبت رسیده‌است.